# Bulgogi

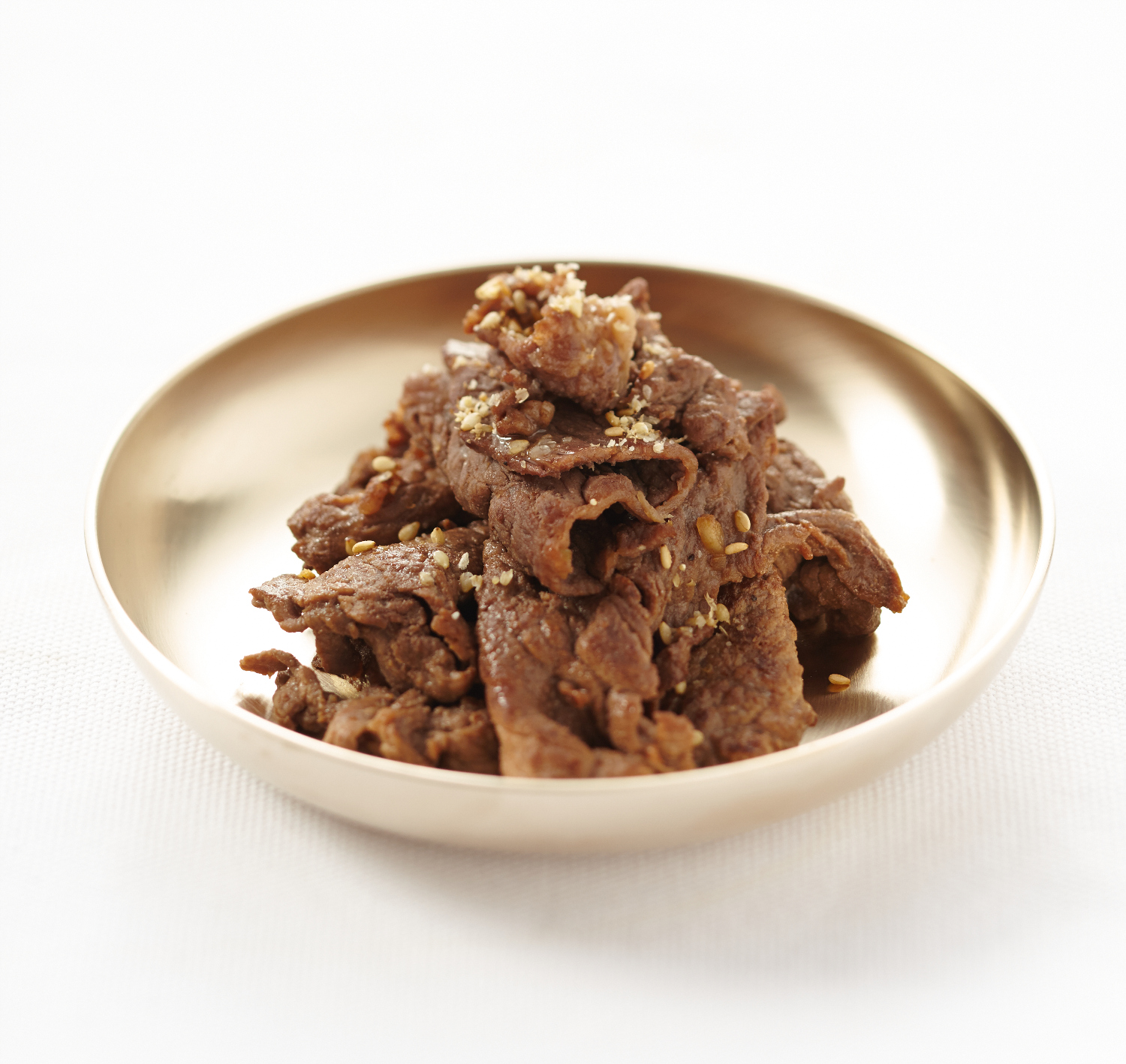
Bulgogi

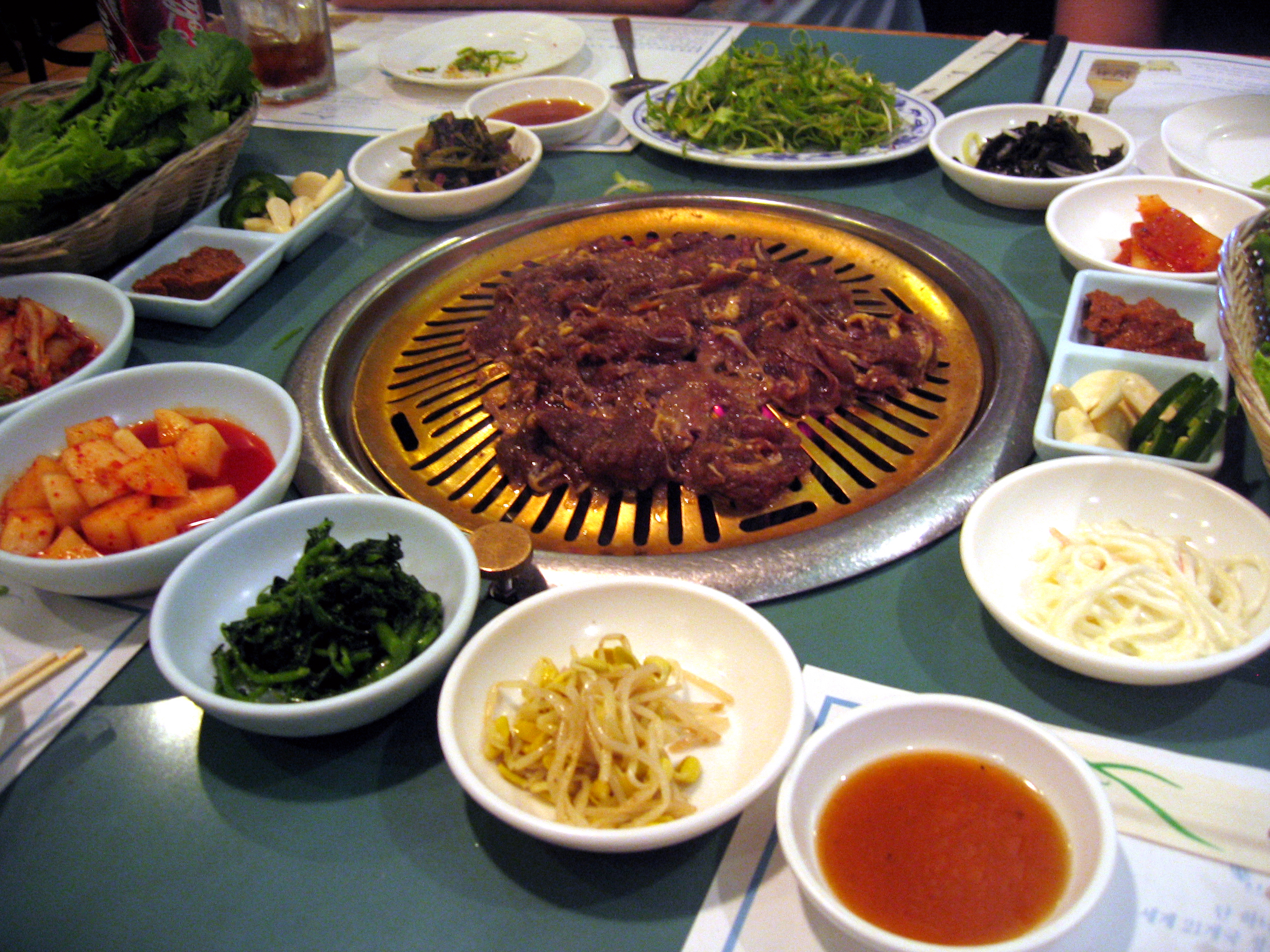
Bulgogi med banchan.

Bulgogi eller pulgogi (koreanska: 불고기) är en koreansk maträtt gjord på nötkött som först marineras och sedan grillas över glödande träkol. Japans motsvarighet kallas yakiniku och är starkt förknippat med Korea eftersom rätten introducerades och utvecklades till yakiniku av koreanska immigranter. Yakiniku är också allmänt känt som "Kankoku ryori" (Koreansk mat) eller "Korean Barbecue" i Japan. Yakinikurestauranger brukar även erbjuda andra koreanska rätter, tillsammans med banchan (sidorätter) och kimchi på menyn.

## Etymologi
Bulgogi betyder "eldkött" på koreanska, vilket refererar till tillagningen, inte kryddigheten. (Bulgogi är inte stark). Termen appliceras också på olika variationer av rätten, som dak bulgogi (kyckling) eller dwaeji bulgogi (fläsk). Dock varieras marinaden något.

## Historia
Bulgogi tros ha sitt ursprung under "Goguryeo-eran" (37 f.Kr.–668 e.Kr.) då det ursprungligen hette maekjeok (맥적), med nötkött som grillas på spett. Det hette neobiani (너비아니 som betyder 'tunt utspritt kött'), under Joseon-dynastin och har traditionellt lagats för de rika och adeln.

## Förbereda och servera

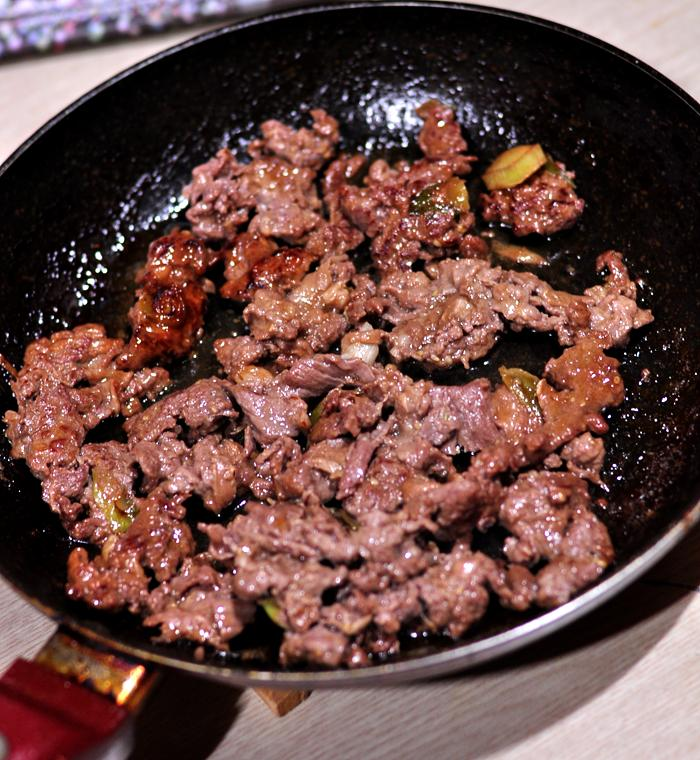
Bulgogi

Bulgogi är tunt skivade strimlor av ryggbiff eller andra fina delar från nötkreatur. Före tillagningen ska köttet marineras. Marinaden består av lätt sojasås, vitlök, socker, sesamolja, ingefära, svamp och salladslök. Ibland serveras rätten även med glasnudlar. 
I koreanska hem används ofta en flyttbar gasgrill som sätts mitt på bordet så att alla når och kan plocka köttet direkt från grillen. Bordet fylls med skålar med banchan (sidorätter), ris och färska grönsaker som olika salladsblad. Det är en bekväm och snabb kötträtt att förbereda och oftast förbereds, marineras, det i stora kvantiteter för att sedan tillagas i önskad mängd. I Korea är det inte ovanligt att 2–3 kilo kött marineras åt gången, som sedan räcker hela veckan.
I tillagningen ingår hela vitlöksklyftor, skivad lök och hackad paprika. Rätten äts ibland med salladsblad som man lindar in köttet med. Att linda in maten i salladsblad eller gim är en gammal tradition kallat ssam. Man fyller innehållet med valfria ingredienser, banchan (sidorätter) med köttet.